# Dothidotthia ramulicola
Dothidotthia ramulicola är en svampart som först beskrevs av Peck, och fick sitt nu gällande namn av M.E. Barr 1987. Dothidotthia ramulicola ingår i släktet Dothidotthia och familjen Dothidotthiaceae.   Inga underarter finns listade i Catalogue of Life.